# Туле (организация)
Дружеството „Туле“ (на немски: Thule-Gesellschaft – Дружество „Тул“), наричано също Общество „Туле“, е политическа организация с теософска насоченост, създадена в Мюнхен, Германия.
Окултното общество финансира учредяването на Германската работническа партия (Deutsche Arbeiterpartei, DAP), в която Адолф Хитлер взема партиен билет № 7 и която е преобразувана в НСДАП, където той получава партиен билет № 1.

## История
Смята се, че името на обществото произлиза от мит от древногръцката митология за легендарния остров Туле.
За основател на обществото се счита барон Фрейхер Рудолф фон Зеботендорф, а за дата на основаване се сочи 17 август 1918 г. Първоначалното наименование на организацията е Германска изследователска група.
Обществото имало около 250 последователи в Мюнхен и около 1500 общо в Бавария.
След като НСДАП идва на власт в Германия, обществото попада в списъка на забранените от закона. Въпреки че Хитлер приема и споделя целите и твърденията на обществото, той никога не е бил негов член.
Хитлер, както и членовете на обществото, са последователи на древна идеология, потвърждавана от различни историци, писатели и духовни водачи от различен произход, живели в различни епохи, за съществуване на специфична човешка раса, която физически, интелектуално и духовно е много по-развита от другите и която е наследница на предхождаща я такава, наричана Атланти или Хиперборейци.
Членовете на обществото Туле са поддържали контакти с последователи на Теософското общество на Елена Блаватска, откъдето черпят много от своите познания и символизъм като например древния арийски символ – свастиката.